# Новомамеевская волость
Новомаме́евская (Ново-Мамевская, Ново-Маме́евская) волость — волость в составе Цивильского уезда Казанской губернии в XIX веке, возникшая после 1796 и существовавшая до 1927 года. Центр — Новые Мамеи.

## Состав
По данным ревизских сказок 1834 года в волости (значилась как Первотатмышевская) числились селения:
| №  | Населённый пункт                    | Современное название                        | Район      | Число душ., муж. | Число душ., жен. |
| -- | ----------------------------------- | ------------------------------------------- | ---------- | ---------------- | ---------------- |
| 1  | Новопоселенная Асхва                | Асхва                                       | Канашский  | 232              | 234              |
| 2  | Алькешева                           | ныне не существует (в составе с. Шакулово)  | Канашский  | 55               | 75               |
| 3  | Караклы Аксарина                    | Аксарино                                    | Канашский  | 98               | 84               |
| 4  | Старая Ахпердина                    | Старое Ахпердино                            | Канашский  | 114              | 145              |
| 5  | Малые Бикшихи                       | Малые Бикшихи                               | Канашский  | 208              | 236              |
| 6  | Багильдина                          | Байгильдино                                 | Канашский  | 57               | 53               |
| 7  | Верхник Уты Вутабось тож            | Вутабоси                                    | Канашский  | 144              | 162              |
| 8  | Кармамей                            | Кармамеи                                    | Канашский  | 252              | 281              |
| 9  | Кармалы вторые                      | Вторые Хормалы                              | Канашский  | 234              | 239              |
| 10 | Напольная Котякова                  | Напольные Котяки                            | Канашский  | 206              | 251              |
| 11 | Верхняя Шакулова Каликово           | Каликово                                    | Канашский  | 43               | 50               |
| 12 | Верхняя Шакулова Караклы            | Караклы                                     | Канашский  | 108              | 96               |
| 13 | Ирдеменова Кошки                    | Ирдеменово-Кошки                            | Канашский  | 82               | 87               |
| 14 | Новопоселенная Мами                 | Новые Мамеи                                 | Канашский  | 127              | 186              |
| 15 | Мокры                               | Мокры                                       | Канашский  | 139              | 150              |
| 16 | село Богородское Первотатьмышево    | Ачакасы                                     | Канашский  | 348 3            | 429 3            |
| 17 | Сядорга Сирма                       | Сядорга Сирма                               | Канашский  | 84               | 99               |
| 18 | Семенова                            | Семёновка                                   | Канашский  | 79               | 108              |
| 19 | Вторая Татмышева                    | Средние Татмыши                             | Канашский  | 239              | 258              |
| 20 | Степная Тогаева                     | ныне не существует                          |            | 28               | 34               |
| 21 | Малая Тогаева                       | Малое Тугаево                               | Канашский  | 56               | 62               |
| 22 | Напольная Тогаева                   | Напольное Тугаево                           | Вурнарский | 109              | 148              |
| 23 | Степная Тиушева                     | ныне не существует (в составе д.Янгорчино)  | Вурнарский | 11               | 12               |
| 24 | Малая Мами Утка                     | ныне не существует (в составе д. Семёновка) | Канашский  | 20               | 17               |
| 25 | Седелева Челкас                     | ныне не существует (в составе д.Сиделево)   | Канашский  | 107              | 112              |
| 26 | Изъянгильдина Чегаси                | Чагаси                                      | Канашский  | 85               | 112              |
| 27 | село Архангельское Среднее Шакулово | Шакулово                                    | Канашский  | 90 3             | 87 2             |
| 28 | Шакулова Юманзар                    | Юманзары                                    | Канашский  | 162              | 164              |
| 29 | Татмышева Ягутли                    | ныне не существует (в составе с. Янгличи)   | Канашский  | 29               | 32               |
| 30 | Новопоселенная Янгольчи             | Янгличи                                     | Канашский  |                  |                  |
| 31 | Нижние Уты Яндобы                   | ныне не существует (в составе д. Туруново)  | Канашский  | 284              | 271              |
|    |                                     |                                             |            | 3946             |                  |

В состав волости по состоянию на 1926 год входили населённые пункты:
- Альгешево,
- Анши-Ахпердино,
- Асхва,
- Ача-касы,
- Выселок Новая Юнтопа,
- Выселок Кармамеи,
- Выселок Новый Мамей,
- Багильдино,
- Богорданы,
- Большие Бикшихи,
- Верхняя Юнтопа,
- Второе Татмышево,
- Вутабось,
- Елмачи,
- Каликово,
- Караклы,
- Кармамеи,
- Кибечи
- Малая Мами-Утка
- Мокры
- Напольные Котяки,
- Напольные Тугаи
- Нижние Татмыши,
- Нижняя Юнтопа
- Новые Мамеи
- Новые Шорданы
- Новые Ача-касы
- Санарка
- Семенова
- Средние Татмыши,
- Старое Ахпердино,
- Сядорги-Сирмы,
- Туруново
- Чакаси
- Шакулово
- Юманзары
- Янгличи
- Ягутли

Железнодорожные станции:
- Ачакасы,
- Янгличи,
- Мокры

## История
В начале XX века крестьянин села Вутабоси старовер И. С. Тихомиров 6 лет прослужил в должности новомамеевского волостного судьи.
На территории в 1918 году существовало Елманчинское общество.
На территории существовали Новомамеевский волостной комитет ВЛКСМ и Новомамеевский волостной комитет ВКП(б).
Постановлением Президиума ВЦИК «О районировании Чувашской АССР», принятым 5 сентября 1927 года, на территории Чувашской Республики упразднялись уезды и волости, а вместо них вводилась единая территориальная единица — район. Вместо существовавших к тому времени 5 уездов и 53 волостей создавалась единая сеть из 17 районов. В Канашский район вошли Новомамеевская, Тобурдановская, Тюмеревская, Шибылгинская волости, 11 селений Янтиковской волости, Цивильского уезда и 12 селений Малояушевской волости Ядринского уезда, всего 143 селения.

## Образование
По данным, полученным в Ленинградском государственном историческом архиве (в фонде первого департамента Министерства государственных имуществ) есть документ подтверждающий об открытии 1 апреля 1845 года при Богородицкой церкви в селе Татмышево (ныне Ачакасы) церковно-приходское училище Новомамеевской волости. Там работал один учитель, учились 29 учащихся. По данным, полученным в ЦГА ЧР эту школу закончили в этом году 15 учеников. По данным ЦГА ЧАССР в 1876 году на базе этой школы было открыто 4-х классное земское училище.